# Metachrostis velox
Metachrostis velox là một loài bướm đêm trong họ Erebidae.